# Daniel Ouezzin Coulibaly
Pour les articles homonymes, voir Coulibaly.
Daniel Ouezzin Coulibaly, né à Pouy en Haute-Volta le 5 mai 1909 et mort à Paris 12e le 7 septembre 1958, est un homme politique voltaïque. 

## Famille
En 1930, il épouse Makoukou Traoré. L'année d'après, il se convertit au christianisme avec son épouse, qui prend alors le nom de Célestine Ouezzin Coulibaly.

## Parcours politique
Le 10 novembre 1946, il est élu député et représente le territoire de Côte d'Ivoire au Parlement français en même temps que Félix Houphouët-Boigny, qui avait au préalable été élu député de la Côte d'Ivoire à la première Assemblée constituante française le 4 novembre 1945, et Philippe Zinda Kaboré.
Non réélu en 1951, il est, de 1953 à 1956, sénateur du territoire de la Côte d'Ivoire.
Lors des élections législatives du 2 janvier 1956 à l'Assemblée nationale française, il est, avec Félix Houphouët-Boigny, l'un des deux députés élus pour représenter la Côte d'Ivoire.
En 1958, il devient président du conseil de gouvernement de la Haute-Volta, conseil mis en place par la loi-cadre Defferre, puis vice-président de la République de Haute-Volta.

## Hommage
Dans les années 1940, le stade Ouezzin-Coulibaly est construit à Bamako. En 1961, le président du Mali fonde le quartier de Ouezzindougou à l'entrée sud-ouest de Bamako.
Plusieurs écoles primaires en Côte d'Ivoire ont également reçu son nom en hommage.
Université de Dédougou au Burkina Faso porte désormais son nom